# Christen Hansen Rosager
Christen Hansen Rosager (19. december 1811 i Vejstrup – 18. februar 1901 i Vejstrup) var gårdmand og politiker, bror til Niels Hansen.
Hans forældre var gårdmand og politiker Hans Christensen og hustru Ane Nielsdatter. Han fik bevilling til navneforandring til Rosager den 23. maj 1879. Han var sognefoged og medlem af Landstinget for Venstre i tidsrummet 1859-1866 og var blandt dem, der stemte nej til den reviderede Grundlov af 1866.
Han blev gift 28. oktober 1837 med Maren Nielsdatter og far til Andreas Rosager, der var ud af en børneflok på 6 børn. Han er begravet i Vejstrup.